# Озёрновское сельское поселение
Озёрновское сельское поселение — муниципальное образование в составе Ивановского района Ивановской области России.
Центр — село Озёрный.

## История
Озёрновское сельское поселение образовано 25 февраля 2005 года в соответствии с Законом Ивановской области № 40-ОЗ.

## Население
| 2002  | 2010  | 2011  | 2012  | 2013  | 2014  | 2015  |
| ----- | ----- | ----- | ----- | ----- | ----- | ----- |
| 1427  | ↘1273 | ↘1272 | ↘1245 | ↘1219 | ↘1183 | ↘1178 |
| 2016  | 2017  | 2018  | 2019  | 2020  | 2021  |       |
| ↗1204 | ↗1215 | ↗1226 | ↘1184 | ↘1169 | ↘1168 |       |

## Состав
| № | Населённый пункт | Тип населённого пункта       | Население (2010) |
| - | ---------------- | ---------------------------- | ---------------- |
| 1 | Бибирево         | село                         | ↘236             |
| 2 | Высоково         | деревня                      | 110              |
| 3 | Каликино         | деревня                      | 13               |
| 4 | Лесное           | деревня                      | 82               |
| 5 | Максаки          | деревня                      | 37               |
| 6 | Озёрный          | село, административный центр | ↘795             |